# Tabanus canus
Tabanus canus är en tvåvingeart som beskrevs av Karsch 1879. Tabanus canus ingår i släktet Tabanus och familjen bromsar. Inga underarter finns listade i Catalogue of Life.